# MotorStorm: Apocalypse
MotorStorm: Apocalypse è un videogioco racing arcade fuoristrada esclusivo per la console PlayStation 3 ed è sviluppato da Evolution Studios e pubblicato da Sony Computer Entertainment. Dopo i vari rinvii in Giappone e nel Regno Unito, Sony decide di rimandare la pubblicazione del gioco anche in America.
Il gioco invece è stato regolarmente pubblicato in Europa e nei negozi italiani il 16 marzo 2011.
In Asia, il gioco è stato pubblicato col il nome MotorStorm 3 Apocalypse. In Giappone Sony ha annullato l'uscita del gioco

## Sviluppo
Il gioco è stato annunciato ufficialmente il 10 giugno 2010, nei giorni prima dell' E3 2010, da Evolution Studios sul PlayStation Blog.
Il 21 agosto 2010, SCEE aveva confermato in un primo momento la data di distribuzione per MotorStorm: Apocalypse a febbraio 2011, ma fu spostata a marzo 2011 con una pubblicazione dei primi contenuti aggiuntivi.
Il 13 gennaio 2011, SCEE conferma ufficialmente la data di distribuzione per MotorStorm: Apocalypse per il 16 marzo 2011.

## Ambientazione
Il gioco si svolge in una città devastata da una serie di terremoti (che culmineranno nel "Big One" al termine della campagna principale) che si basa sul Golfo di California ed è la prima volta che la serie ha avuto luogo in un'area urbana. I giochi precedenti hanno avuto luogo in diverse zone quali la Monument Valley, un'isola vulcanica immaginaria nell'Oceano Pacifico e la regione dell'Artide.

## Data di uscita posticipata
Il gioco era inizialmente previsto per essere commercializzato in Nuova Zelanda il 16 marzo 2011, ma in seguito al terremoto che colpi il paese, Sony ha deciso di rimandare la pubblicazione del gioco.
La stessa sorte capita anche in Giappone, infatti dopo un violento terremoto e tsunami che colpi il paese il 10 marzo 2011, Sony Japan ha deciso di rimandare la pubblicazione del gioco a data da destinarsi. Dopo questa decisione ne è stata presa un'altra cioè che lo stesso succederà in Europa. Infatti, la Sony dichiarava: "Sebbene abbiamo spedito le copie ai negozianti la scorsa settimana, abbiamo preso la decisione di posticipare la data di uscita", ma alcuni negozianti non hanno rispettato tale provvedimento, perché il gioco oltre a essere presente nei negozi, è stato distribuito addirittura prima della sua pubblicazione ufficiale. Il gioco è stato in seguito cancellato del tutto per il Giappone.
Il gioco è stato distribuito il 16 marzo 2011 in Europa e i negozianti che lo hanno ricevuto lo potranno vendere liberamente. In Australia, il gioco è stato pubblicato il 17 marzo 2011, ma come in Europa, Sony dichiara di voler fermare la spedizione del gioco nei negozi e di non mostrare le campagne pubblicitarie di MotorStorm: Apocalypse.
Il gioco è stato rimandato anche in America a causa dei tragici eventi che hanno colpito il Giappone.

## Accoglienza
La rivista Play Generation diede al titolo un punteggio di 92/100, apprezzando la struttura di gioco perfetta e l'effetto 3D, considerandolo il migliore visto al tempo in un videogioco, e come contro i tempi di caricamento eccessivi in alcune fasi ed i bug nella modalità online, finendo per trovarlo un capitolo che univa una giocabilità eccellente a una realizzazione tecnica impeccabile, ritenendolo da non perdere. La stessa testata lo classificò come uno dei quattro migliori giochi per ricoprire di fango la carrozzeria.